# Нееме Ярви
Нееме Ярви (на естонски: Neeme Järvi) е естонски диригент, гражданин на САЩ.

## Ранни години
Ярви изучава музика (ударни инструменти и хорово дирижиране) първоначално в Талин, а през 1955 – 1960 – дирижиране в Ленинградската консерватория при Евгений Мравински и Николай Рабинович. В ранната си кариера е диригент на Симфоничния оркестър на Естонското радио и телевизия, Естонския национален симфоничен оркестър и Операта в Талин. През 1971 г. печели първа награда на Международния конкурс за диригенти на Националната академия „Санта Чечилия“ в Рим.
През 1980 г. емигрира със семейството си в САЩ, където получава гражданство през 1987 г.

## Кариера
През 1982 г. Нееме Ярви става главен диригент на Гьотеборгския симфоничен оркестър – Гьотеборг и е на този пост до 2004 г. за 22 години – най-дълго ръководилият оркестъра диригент. През това време значително нарастват репутацията и записите на този оркестър. Ярви помага в осигуряването на спонсорство от „Волво“, което позволява увеличаване на оркестъра от 80 на 110 изпълнители. Понастоящем е почетен главен диригент (Chefdirigent Emeritus) на оркестъра.
По същото време Ярви е главен диригент и на Кралския шотландски национален оркестър (Royal Scottish National Orchestra, RSNO) от 1984 до 1988. По това време той нарича двата оркестъра моята „Берлинска филхармония“ (RSNO) и моята „Виенска филхармония“ (Гьотеборгския симфоничен оркестър).
С Кралския шотландски национален оркестър Ярви прави редица забележителни записи за звукозаписното студио „Чандос“ (Chandos Records), като например циклите записи от произведения на Прокофиев и Дворжак, както и поемите на Рихард Щраус и различни произведения на Шостакович, включително симфонии № 4, № 7 и № 10 и двата цигулкови концерта със солистка Лидия Мордкович.
В САЩ Ярви става музикален директор на Детройтския симфоничен оркестър през 1990 г. Тази длъжност изпълнява до 2005 г., след това е почетен музикален директор на оркестъра. През ноември 1996 г. Ярви дирижира съвместен концерт на Филаделфийския симфоничен оркестър и Нюйоркската филхармония в Камдън, Ню Джърси, за събиране на средства за Филаделфийския оркестър, който по онова време е в стачка. Той дирижира концерта без хонорар, като дарение за Филаделфийския оркестър. За този свой жест получава похвали от музикантите на оркестрите в САЩ, което е в противовес на изказванията на редица мениджъри на оркестри, които са го убеждавали да не дирижира този концерт.
В 2005 г. Ярви става музикален директор на Симфоничния оркестър на Ню Джърси, първоначално с тригодишен договор. Поради решението на оркестъра през 2007 г. да продаде своята колекция от струнни инструменти от „златните години“, има предположения в пресата дали Ярви ще продължи договора си, тъй като той заявява, че придобиването на тази колекция от оркестъра е било важен фактор за решението му да приеме поста на музикален директор. Когато е запитан за възможността да напусне оркестъра след 2008 г., той казва: „Твърде възможно е, но все още не съм мислил за това“. През октомври 2007 г. е обявено, че Ярви е удължил договора си до края на сезон 2008 – 2009 г. През февруари 2008 г. оркестърът съобщава за освобождаването му от поста на музикален директор в края на сезон 2008 – 2009 г. През март 2009 г. Ярви се съгласява да бъде артистичен съветник на оркестъра и е обявен за „диригент лауреат“ след приключването на кариерата му като музикален директор.
През септември 2005 г. Ярви става главен диригент на Резиденция оркестър (нид. Residentie Orkest), Хага, с първоначален договор за 4 години. През февруари 2008 г. оркестърът съобщава, че договорът му е продължен до 2011 г. През ноември 2009 г. договорът му е удължен и за сезон 2012 – 2013 г. През август 2009 г. Естонският национален симфоничен оркестър съобщава за назначаването на Ярви като следващия музикален директор с първоначален договор за 3 години. През ноември 2010 г. Ярви напуска поста музикален директор, само 3 месеца след като го заема. За това негово решение, според думите му, е отговорен министърът на културата на Естония.
През септември 2010 г. Симфоничният оркестър на Романска Швейцария обявява, че Нееми Ярви ще бъде деветият му артистичен и музикален директор от 2012 г. с първоначален договор за 3 години.

## Основна дейност

### Звукозаписи
Записите под диригентството на Ярви са над 400. Правил е записи за звукозаписните фирми BIS (BIS Records), Chandos (Chandos Records), Deutsche Gpammophon и др. Най-известните му изпълнения са на романтична и класическа музика на XX век, той е горещ поддръжник на произведенията на сънародниците си Едуард Тубин и Арво Пярт (под палката на Ярви е премиерата на неговото произведение „Кредо“ (Credo) през 1968 г.). Също така добре известни са неговите интерпретации на музиката на Ян Сибелиус с Гьотеборгския симфоничен оркестър. Нееме Ярви записва също редица произведения, които рядко се записват в пълния си вид, между тях е цялата оркестрова музика на Григ – например музиката към пиесата на Ибсен „Пер Гинт“ (Peer Gynt) – също така музиката към пиесата „Снежанка“ (Снегурочка) на Александър Островски от Чайковски и всичките симфонии и оркестрови сюити на Римски-Корсаков.

### Майсторски класове
Ярви ръководи ежегодни майсторски класове по дирижиране, Лятна академия Нееме Ярви, до 2008 г. в Пярну, Естония, по време на Фестивала Давид Ойстрах, но от 2009 г. тези класове се провеждат по време на Музикалния фестивал на езерото Лейго, Южна Естония.

### Дарителска дейност
Нееме Ярви е известен с организирането на събиране на средства за различни каузи. Като свое най-голямо постижение той смята организирането на събиране на средства за нова сграда на Естонската музикална академия. Тази сграда, в която има голяма концертна зала с орган, е открита през 2000 г.

## Личен живот
Нееме Ярви и неговата съпруга Лилия (Liilia) имат 3 деца – двама синове, диригентите Пааво Ярви (род. 1962 г.) и Кристиян Ярви (род. 1972 г.), и дъщеря, Маарика Ярви (род. 1964 г.), флейтистка. След емигрирането си в САЩ семейството първоначално се установява в градчето Румсън, Ню Джърси, а впоследствие в Ню Йорк; притежава също дом във Флорида.